# 留萼木
留萼木（学名：Blachia pentzii）为大戟科留萼木属下的一个种。

## 扩展阅读
- 維基物種上的相關：留萼木